# Benny Herger
Benedict "Benny" Herger (20 de març de 1941) va ser un ciclista suís que es va especialitzar en el ciclisme en pista. Va aconseguir, com amateur, una medalla de bronze al Campionat del Món de Mig Fons de 1968 per darrere l'italià Giuseppe Grassi i del neerlandès Cees Stam.

## Palmarès
- 1962
  -  Campió de Suïssa amateur en mig fons
- 1973
  -  Campió de Suïssa amateur en mig fons